# Labiobarbus festivus
Labiobarbus festivus és una espècie de peix cipriniforme de la família dels ciprínids.

## Morfologia
Els mascles poden assolir els 24 cm de longitud total.

## Distribució geogràfica
Es troba al sud de la península de Malaca i a Borneo (Indonèsia).